# Josef Birnstill
Josef Birnstill (um 1800 – 1867 in Darmstadt) war ein deutscher Opernsänger (Bass).

## Leben
Birnstills Karriere begann in den 1820er Jahren am Hoftheater von Mannheim. Von 1936 bis 1859 war er am Hoftheater von Darmstadt tätig. Dort wirkte er auch seit 1843 vermutlich als Regisseur.
Er hatte ein umfangreiches Bühnen- und Konzertrepertoire.